# Ardelio Della Bella
Ardelio Della Bella (Foggia, 1655. ‒ Split, 3. prosinca 1737.), talijanski i hrvatski katolički svećenik, isusovac, duhovni pisac, leksikograf i misionar.

## Životopis
Ardelio Della Bella podrijetlom je iz stare i istaknute talijanske obitelji iz Firence, ali je rođen u Foggiji, gdje mu se obitelj preselila radi poslova. Datum rođenja nije siguran, vjerojatno je 14. veljače, iako postoji i podatak koji spominje 2. veljače.
Niže obrazovanje stekao je u rodnom gradu, a studij filozofije i prava u Napulju. Godine 1677. u Rimu je stupio u isusovački red, a od 1681. uglavnom je živio u Dubrovniku, gdje je prve tri godine na isusovačkom kolegiju predavao latinski jezik i književnost te govorništvo, ali i učio hrvatski jezik. U Rim se je vratio 1684. kako bi nastavio studij na Sveučilištu Gregoriana. Međutim, Della Bella se je vidio u ulozi misionara, a ne u ulozi profesora na učilištu. Stoga se je na vlastiti zahtjev vratio u Dubrovnik, gdje je djelovao od 1688. do 1691., s kratkim prekidom 1689. godine. Ostatak života posvetio je misijama u dalmatinskim krajevima, zbog čega se je odrekao službe profesora filozofije u Rimu. Godine 1694. vratio se je u Dubrovnik, gdje je djelovao kao propovjednik i misionar, a od 1696. do 1702. bio je rektor dubrovačkoga kolegija. Osim toga, u tom periodu organizirao je završetak gradnje zgrade kolegija te je započeo gradnju crkve sv. Ignacija. Nakratko se je sredinom 1702. na godinu dana vratio u Italiju kako bi predavao skolastičku teologiju u Firenci.
Konačno se je krajem 1703. godine vratio za misionara u Splitu. Sljedećih 30 godina posjećivao je 17 biskupija duž cijele Dalmacije, od Cresa do Kotora, a djelovao je i u Hercegovini. Preminuo je 3. prosinca 1737. godine u Splitu od posljedica moždanoga udara koji je doživio četiri godine ranije.

## Djela
Ardelio Della Bella nije bio samo propovjednik i misionar, nego i leksikograf.
U periodu od dvadeset godina, za vrijeme boravka u Hrvatskoj, prikupljao je gradivo za svoj rječnik Dizionario italiano-latino-ilirico, koji je objavio u Veneciji 1728. godine. Petar Bašić (Dubrovnik, 18./19. st.) poboljšao je i priredio za tisak drugo izdanje Della Bellina rječnika, koje je objavljeno u dva sveska u Dubrovniku 1785. godine.
Osim rječnika, u Veneciji je 1805. godine Matija Čulić postumno objavio njegove propovjedi na hrvatskom jeziku održane u bratovštini Dobre smrti u Dubrovniku, pod naslovom Razgovori i propovidagna oza Ardelia Della Belle.

## Poveznice
- Leksikografija
- Rječnik
- Hrvatski rječnici

## Vanjske poveznice
- Ardelio Della Bella, Iz povijesti hrvatskog jezika  Arhivirana inačica izvorne stranice od 26. srpnja 2010. (Wayback Machine)
- FFZG[neaktivna poveznica] Međunarodni znanstveni simpozij Isusovac Ardelio Della Bella, Split, 1988.